# Юшаев, Замир Тагирович
Зами́р Таги́рович Юша́ев (22 апреля 1965, Хасавюрт, Дагестанская АССР, РСФСР, СССР) — чеченский художник, ныне проживающий в Лейпциге (Германия), член Союза художников Германии. Младший брат Султана Юшаева.

## Биография
Замир Юшаев родился в городе Хасавюрте, в многодетной семье часового мастера, который был художником-любителем. В 1984 году окончил художественное училище в Махачкале. В 1984—1986 годах служил в армии. В 1987—1992 годах со своим старшим братом Султаном (тоже известный художник, сейчас проживающий в Бельгии) учился в Институте имени Репина в Санкт-Петербурге. В 1997 году окончил Институт искусств в Лейпциге.
В настоящее время живёт и работает в Германии. С 1999 года имеет свою студию-галерею в Лейпциге. Тогда же стал членом союза художников Германии.

## Творчество
Работает в жанре сюрреализма. Картины Юшаева находятся в личных и государственных коллекциях в таких странах, как Австрия, Бразилия, Германия, Дания, Франция, Япония, Норвегия, Испания, Швеция, Турция, Чехия, США и другие.
Успехом пользуются портреты его работы. Среди его заказчиков певица Монтсеррат Кабалье, актриса Анжелина Джоли, российские политики и бизнесмены.
Позиционирует себя как представитель чеченского народа и своим творчеством, и тем, что всегда одевает черкеску. Почти во всех работах Юшаева присутствуют чеченские символы.
Сейчас работает в новом для себя жанре — перформанс-арт.
Обладатель чёрного пояса по карате, победитель многих соревнований по восточным единоборствам.

## Выставки
| Год  | Город                       | Выставка                                                        |
| ---- | --------------------------- | --------------------------------------------------------------- |
| 1986 | Грозный, Нальчик, Махачкала | Передвижная выставке «Искусство на Кавказе»                     |
| 1986 | Грозный                     | Выставка художников Чеченской республики и Республики Ингушетия |
| 1987 |                             | Региональная выставка «Молодые художники Ленинграда»            |
| 1993 | Лейпциг                     | Галерея «Романусхаус»                                           |
| 1993 | Бонн                        | Общенемецкая выставка «Лайтбилдер»                              |
| 1994 | Бонн                        | Общенемецкая выставка «Полёт мыслей»                            |
| 1994 | Нюрнберг                    | Конкурсная выставка литографии                                  |
| 1995 | Лейпциг                     | Персональная выставка в галерее «Ам Бургкеллер»                 |
| 1996 | Лейпциг                     | Выставка художников из бывшего СССР в галерее «Атриум»          |
| 1997 | Лейпциг                     | Персональная выставка                                           |
| 1998 | Берлин                      | Международная выставка «Призмахаус»                             |
| 1999 | Лейпциг                     | Выставка Лейпцигских художников                                 |
| 1999 | Барселона                   | Международная выставка «Евроарт-99»                             |
| 2000 | Марклеберг                  | Персональная выставка                                           |
| 2001 | Лейпциг                     | Несколько выставок в собственной мастерской-галерее             |
| 2002 | Лейпциг                     | Персональная выставка «Портреты»                                |
| 2002 | Эрцгебирге                  | 1-е место на конкурсе снежных скульптур                         |
| 2003 | Замок Кольдиц               | Персональная выставка                                           |
| 2004 | Женева                      | Международная выставка                                          |
| 2006 | Эрцгебирге                  | 1-е место на конкурсе снежных скульптур                         |
| 2011 | Эрфурт                      | Персональная выставка                                           |
| 2012 | Грозный                     | Персональная выставка                                           |

## Награды
2011. 1-Место на конкурсе песчаных скульптур в Саксонии. (Немецкий язык) (недоступная ссылка)